# قلعة الأزلم
قلعة الأزلم الأثرية (أو قلعة الأزنم) من أقدم القلاع في محافظة ضباء بمنطقة تبوك شمال غرب المملكة العربية السعودية.

## البناء
شيدت قلعة الأزلم خلال العصر المملوكي في عصر السلطان محمد بن قلاوون ( 684 هـ / 1285 - 741 هـ / 1341)، ثم أعيد بناؤها في عهد السلطان قانصوه الغوري سنة 916 هـ / 1510م، وتعد القلعة الوحيدة من عصر المماليك الصامدة في المنطقة.

## الأهمية
كانت القلعة من مراكز تموين الجيوش التي كانت تقوم بمهمة الدفاع عن الساحل الشرقي للبحر الأحمر، وتساعد بقية القلاع الساحلية لحماية الديار الإسلامية.

## الوصف
تقع القلعة في وادي الأزنم إلى الجنوب من مدينة ضباء على بعد 45 كم منها، وهي من محطات طريق الحج المصري خلال العصور الإسلامية المتأخرة. وتتكون من فناء كبير ووحدات داخلية وحجرات مستطيلة الشكل ونصف دائرية وديوان، القلعة مبنية من الحجر الجيري المنظم وفناء القلعة يفتح على جميع الوحدات الداخلية التي تضمها القلعة من حجرات، تبلغ مساحة القلعة 1500 متر مربع، وهي قريبة جد من الطريق العام الذي يربط ضباء بالوجه، وهي الآن محاطة بسور لحمايتها.

## وصلات خارجية
- قلعة الأزنم .. محطة لخدمة الحجاج عبر التاريخ.
- قلعة الأزنم التاريخية تعود للحياة بعد ترميمها.